# Sémézies-Cachan
Sémézies-Cachan (gaskognisch: Semesias e Caishan) ist eine französische Gemeinde mit 54 Einwohnern (Stand 1. Januar 2022) im Département Gers in der Region Okzitanien (bis 2015 Midi-Pyrénées); sie gehört zum Arrondissement Auch und zum Gemeindeverband Coteaux Arrats Gimone. Die Bewohner nennen sich Séméziens/Séméziennes.

## Geografie
Sémézies-Cachan liegt rund 19 Kilometer südöstlich von Auch im Südosten des Départements Gers. Die Gemeinde besteht aus Weilern, zahlreichen Streusiedlungen und Einzelgehöften. Der Fluss Lauze bildet teilweise die westliche Gemeindegrenze.
Nachbargemeinden sind Lartigue im Nordwesten und Norden, Saramon im Nordosten, Saint-Élix-d’Astarac im Osten, Simorre im Süden sowie Faget-Abbatial im Westen.

## Bevölkerungsentwicklung
| Jahr                                                                               | 1793 | 1821 | 1846 | 1962 | 1968 | 1975 | 1982 | 1990 | 1999 | 2006 | 2011 | 2016 |
| Einwohner                                                                          | 260  | 327  | 330  | 122  | 125  | 98   | 80   | 71   | 75   | 77   | 71   | 66   |
| heutiges Gemeindegebiet Quellen: Cassini, Sémézies-CachanCassini, Cachan und INSEE |      |      |      |      |      |      |      |      |      |      |      |      |